# Prćenova
Prćenova (szerbül: Прћенова), település Szerbiában, a Raškai körzet Novi Pazar községében.

## Népesség
- 1948-ban 232 lakosa volt.
- 1953-ban 245 lakosa volt.
- 1961-ben 255 lakosa volt.
- 1971-ben 184 lakosa volt.
- 1981-ben 145 lakosa volt.
- 1991-ben 145 lakosa volt.
- 2002-ben 159 lakosa volt, akik közül 107 szerb (67,29%), 27 muzulmán (16,98%), 25 bosnyák (15,72%)